# Philonthus ventralis
Philonthus ventralis är en skalbaggsart som beskrevs av Grav. Philonthus ventralis ingår i släktet Philonthus och familjen kortvingar. Enligt den finländska rödlistan är arten nationellt utdöd i Finland. Arten är reproducerande i Sverige. Artens livsmiljö är parker, gårdsplaner och trädgårdar. Inga underarter finns listade i Catalogue of Life.